# Миливоје Павловић
Миливоје Павловић (Медвеђа, 1947) српски је писац, професор универзитета, новинар и публициста.

## Биографија
Студије српског језика и југословенске књижевности завршио на Филолошком факултету у Београду. Магистрирао и докторирао науку о књижевности.
Од 1987. до 1991. био управник Културно-просветне заједнице Србије. Од 1991. до 1994. два пута биран за републичког министра за информације. Од краја 1994. до фебруара 2001. био директор Радио Београда. Од 1998. универзитетски наставник – најпре на Академији уметности, а потом на Факултету за пословне студије и Факултету за културу и медије. Сада је професор и декан Факултета за културу и медије и проректор Универзитета „Мегатренд“ у Београду.
Заступљен у домаћим и иностраним антологијама књижевног и мултимедијалног стваралаштва. Приредио књигу о радију Дежурно ухо епохе (2000), дела Александра Солжењицина и Мирољуба Тодоровића и неколико зборника радова о сигнализму.
Члан је Удружења новинара Србије и Удружења књижевника Србије. Аутор је књиге „Венац од трња за Данила Киша” која је преведена на више језика(мађарски, француски, италијански).

## Награде и признања
- Годишња награда Удружења новинара Србије (1980), (2003)
- Издавачки подухват године за Књигу о химни на Међународном сајму књига у Београду (1986)
- Златни беочуг Београда (1989)[2]
- Вукова награда (1999)[2]
- Светосавска повеља (2006)
- Међународна награда региона „Алпе-Адрија” за развој односа с јавношћу (2011)
- Награда часописа Табу за унапређење ПР (2012)
- Награда Академије „Иво Андрић” за Огледало Добрице Ћосића (2015)
- Награда „Теодор Павловић” за допринос унапређењу информисања у Србији и расејању (Мађарска, 2017)[5]
- Награда за издавачки подухват за књигу о Данилу Кишу на Сајму књига у Београду 2016.
- Награда Вукове задужбине за уметност (2018)
- Награда „Матија Бан” (2019)

## Дела
Монографије
- Бела књига (1974)[2]
- Култура од до (1980)[2]
- Културни фронтови и позадина (1984)[2]
- Књига о химни (1984, 1986, 1990)[2]
- Свет у сигналима (1996)[2]
- Химна – сто питања и сто одговора (1998)[2]
- Кључеви сигналистичке поетике (1999)[2]
- Авангарда, неоавангарда и сигнализам (2002)[2]
- Српске земље и дијаспора лицем према Хиландару (2003)[2]
- Српска знамења: звуци, боје, облици (2007)[2]
- Огледало Добрице Ћосића (2014)
- Венац од трња за Данила Киша (2016, 2017)
- Писма с двоструким дном (2018)

Уџбеници
- Односи с јавношћу[2]
- Пословна кореспонденција
- Оглашавање у медијима[2]